# André Fufuca
André Luiz Carvalho Ribeiro (Santa Inês, 27 de agosto de 1989), mais conhecido como André Fufuca é um médico e político brasileiro, filiado ao Progressistas (PP) e atual ministro do Esporte do Brasil. É deputado federal pelo estado do Maranhão, encontrando-se licenciado. 
É filho do atual prefeito de Alto Alegre do Pindaré, Fufuca Dantas.

## Carreira política

### Deputado estadual (2011-2015)
Eleito em 2010 com apenas 21 anos pelo PSDB, enquanto ainda cursava medicina, André Fufuca se tornou naquele ano o deputado estadual mais jovem do Brasil.
Durante o mandato de deputado estadual, André Fufuca presidiu a Comissão de Assuntos Municipais e Desenvolvimento Regional (em que ganhou notoriedade pela defesa do municipalismo) e Comissão de Saúde.

### Deputado federal (2015-2025)
Em 2014, André Fufuca se elegeu deputado federal pelo PEN, obtendo 56.879 votos. Já no primeiro ano de mandato, assumiu a relatoria da CPI da Máfia das Órteses e Próteses no Brasil.
No segundo ano de mandato, tornou-se o mais jovem coordenador de bancada da história do Brasil. Em 6 de maio de 2015, votou a favor do texto-base da MP 665, que endurecia as regras de seguro-desemprego e abono salarial.
Em 17 de abril de 2016, votou a favor da abertura do processo de impeachment da presidente Dilma Rousseff.
Em 14 de junho de 2016, apoiou o deputado Eduardo Cunha votando contra a sua cassação no comitê de ética da Câmara dos Deputados.
Em 2016 foi revelado por UOL que Fufuca realizava pagamentos regulares à empresa da filha de Eduardo Cunha, então presidente da Câmara Federal, em valores superiores a 90 mil reais. 
Posteriormente, votou a favor da PEC do Teto dos Gastos Públicos. Em abril de 2017 votou a favor da Reforma Trabalhista. 
Em 2 de fevereiro de 2017, foi eleito 2º vice-presidente da Câmara dos Deputados. Em 28 de agosto de 2017, Fufuca comandou a Câmara porque o presidente Michel Temer viajou para a China e, durante o período da visita oficial do então presidente ao país asiático, o presidente da Câmara, Rodrigo Maia exerceu a Presidência da República interinamente. Caberia, inicialmente, ao primeiro-vice-presidente da Câmara, Fábio Ramalho, assumir o comando da Casa, mas o peemedebista viajou com Temer. Por isso, Fufuca assumiu o cargo em caráter provisório.
Em agosto de 2017 votou contra o processo em que se pedia abertura de investigação do então Presidente Michel Temer, ajudando a arquivar a denúncia do Ministério Público Federal.

### Ministério do Esporte
No dia 13 de setembro de 2023, tomou posse como ministro do Esporte do governo Lula, sucedendo Ana Moser.

## Desempenho eleitoral
| Ano  | Eleição               | Partido | Cargo             | Votos   | %     | Resultado | Ref    |
| ---- | --------------------- | ------- | ----------------- | ------- | ----- | --------- | ------ |
| 2010 | Estaduais no Maranhão | PSDB    | Deputado estadual | 32.628  | 1,20% | Eleito    | [ 15 ] |
| 2014 | Estaduais no Maranhão | PEN     | Deputado federal  | 56.879  | 1,85% | Eleito    | [ 16 ] |
| 2018 | Estaduais no Maranhão | PP      | Deputado federal  | 105.583 | 3,23% | Eleito    | [ 17 ] |
| 2022 | Estaduais no Maranhão | PP      | Deputado federal  | 135.078 | 3,64% | Eleito    | [ 18 ] |